# Alexander Grandt Petersen
Alexander Grandt Petersen (født 9. september 1989 i Esbjerg) er en dansk politiker, der i perioden fra maj 2014 til april 2016 var forbundsformand for Danmarks Socialdemokratiske Ungdom (DSU). Tidligere (2005-2006) var han formand for Danske Skoleelever. Han var fra maj 2016 til november 2019 folketingskandidat for Socialdemokraterne i Odense Syd (3. kreds).

## Elevbevægelsen
Alexander Grandt Petersen blev fra 6. klasse inddraget i det landspolitiske arbejde med skoleelevernes rettigheder efter at han i 5. klasse var blevet medlem af elevrådet på Bryndum Skole. Fra 2002 til 2006 var han således engageret i det elevpolitiske arbejde på landsplan, først som amtssekretær for Ribe Amt i Danmarks Elev Organisation fra 2002 til 2004 og efter en sammenlægning i 2004 hed organisationen Danske Skoleelever, hvor han fra 2004 til 2005 var uddannelsespolitisk sekretær og i 9. klasse blev han så valgt som foreningens formand, en post han bestræd frem til året efter i 2006.

## DSU, Socialdemokratiet mv.
I oktober 2002 blev Grandt Petersen medlem af Danmarks Socialdemokratiske Ungdom. Fra 2003 blev han medlem af bestyrelsen i DSU i Esbjerg og fra 2007 formand for denne afdeling. 2008-2009 formand for DSU Distrikt Sydjylland og 2010-2012 formand for DSU Distrikt København.
Den 28. maj 2012 valgtes Grandt Petersen til næstformand for DSU-landsorganisation. Efter to år som næstformand blev han den 4. maj 2014 valgt som forbundsformand for DSU. Det skete i et tæt valg mod Kasper Sand Kjær, hvor Grandt Petersen fik 121 stemmer mod Sand Kjærs 102. 
Den 7. december 2013 blev han endvidere valgt som næstformand for Dansk Ungdoms Fællesråd. Den 2. marts 2013 blev han valgt som en af syv europæiske vicepræsidenter i det internationale socialistiske ungdomsforbund IUSY på foreningens ordinære kongres, som blev afholdt i København (en post han beholdt til 2016). 
På DSUs kongres i april 2016 blev han afløst på formandsposten af Lasse Quvang Rasmussen.
Den 23. maj 2016 blev han på et ekstraordinært repræsentantskabsmøde valgt som folketingskandidat i Odense Sydkredsen, efter at Carsten Hansen havde trukket sig som følge af at han ikke blev genvalgt ved folketingsvalget i 2015. Ved folketingsvalget 2019 opnåede Grandt Petersen dog ikke at vinde et af de fynske mandater i Folketinget og den 18. november 2019 meddelte han sin kreds, at han valgte at stoppe som kredsens folketingskandidat.

### Midlertidigt medlem af Folketinget
Grandt Petersen var anden stedfortræder for Socialdemokratiet i Fyns Storkreds efter folketingsvalget 2019, og det betød at han indtrådte som midlertidigt medlem af Folketinget 16. september 2021 som barselsvikar for Bjørn Brandenborg. Det varede til 1. januar 2022, men han fortsatte uden pause som midlertidigt folketingsmedlem idet han derefter blev barselsvikar for Tanja Larsson. Han var stedfortræder for Larsson, som var valgt i Sjællands Storkreds, fordi der i den storkreds ikke var flere socialdemokratiske stedfortrædere som ønskede at overtage pladsen. Imidlertid viste det sig at Folketinget havde lavet en fejl ved at bruge Grandt Petersen som stedfortræder for Larsson, og at det korrekt skulle have været en stedfortræder fra Sydjyllands Storkreds. Derfor udtrådte Grandt Petersen af Folketinget 19. januar 2022 hvorefter Theis Kylling Hommeltoft i stedet blev ny barselsvikar for Tanja Larsson.

## Uddannelse og arbejde
Grandt Petersen blev i 2009 student fra Esbjerg Gymnasium, og i 2018 blev han færdig som cand.merc.kom (erhvervsøkonomi og virksomhedskommunikation) fra  CBS.
Alexander Grandt Petersen har siden februar 2017 arbejdet som kommunikationsmedarbejder hos ejendomsselskabet AKF Koncernen

## Privat
Alexander Grandt Petersen har været bosat på Nørrebro i København. I forbindelse med sit kandidatur til Folketinget flyttede han til Skibhuskvarteret i Odense for at komme tættere på sin kreds.
Alexander Grandt Petersen mener, at udgangspunktet som homoseksuel er anderledes og at det giver frihed, og når det kommer til seksuelle minoriteters sag, så vil han "gerne ... være ham, der kæmper for LGBT-sagen".